# Issiaga Camara
Issiaga Camara (Conakry, 2 febbraio 2005) è un calciatore guineano, centrocampista del Brommapojkarna, in prestito dal Nizza.

## Carriera

### Club
Camara è cresciuto nel settore giovanile del Nizza, con cui ha firmato un contratto professionistico nell'estate del 2023.
Il 18 agosto 2024 ha esordito in Ligue 1 subentrando a Tanguy Ndombele all'87' minuto della sfida contro l'Auxerre.
Il 31 gennaio 2025 viene ceduto in prestito fino a fine stagione al Digione, club della terza divisione francese.

### Nazionale
Ha giocato nella nazionale guineana Under-23.
Nel 2024 è stato convocato dalla nazionale olimpica guineana per partecipare ai Giochi della XXXIII Olimpiade.

## Statistiche

### Presenze e reti nei club
Statistiche aggiornate al 23 dicembre 2024.
| Stagione        | Squadra         | Campionato      | Campionato | Campionato | Coppe nazionali | Coppe nazionali | Coppe nazionali | Coppe continentali | Coppe continentali | Coppe continentali | Altre coppe | Altre coppe | Altre coppe | Totale | Totale | Totale |
| Stagione        | Squadra         | Comp            | Pres       | Reti       | Comp            | Pres            | Reti            | Comp               | Pres               | Reti               | Comp        | Pres        | Reti        | Pres   | Reti   |        |
| --------------- | --------------- | --------------- | ---------- | ---------- | --------------- | --------------- | --------------- | ------------------ | ------------------ | ------------------ | ----------- | ----------- | ----------- | ------ | ------ | ------ |
| 2024-2025       | Nizza           | L1              | 4          | 0          | CF              | 1               | 0               | UEL                | 3                  | 0                  |             | -           | -           | 8      | 0      |        |
| Totale carriera | Totale carriera | Totale carriera | 4          | 0          |                 | 1               | 0               |                    | 3                  | 0                  |             | -           | -           | 8      | 0      |        |